# Borislav Škegro
Borislav Škegro (Mostar, 17. ožujka 1955.), hrvatski političar i ekonomist. Bivši je potpredsjednik Vlade Republike Hrvatske i ministar financija.

## Životopis
Borislav Škegro je 1983. godine magistrirao ekonomiju na Ekonomskom fakultetu Sveučilišta u Zagrebu, te je nagrađen za najbolje akademsko postignuće godine. Radio je 16 godina kao znanstveni suradnik Ekonomskog instituta u Zagrebu na brojnim projektima primijenjenih ekonomskih istraživanja te je predavao na nekoliko kolegija makroekonomske teorije, ekonometrije i međunarodne ekonomije. Završio je post-diplomski studij ekonomije na University of Rhode Island i usavršavao se na University of Pennsylvania. Autor je i koautor triju knjiga i brojnih članaka objavljenih u domaćim i međunarodnim časopisima. 1992. postaje zamjenik direktora Ekonomskog instituta Zagreb. Godinu dana poslije postaje savjetnik Predsjednika Republike za ekonomska pitanja. Od 1992. do 1997. godine Škegro je član Savjeta Hrvatske narodne banke gdje aktivno sudjeluje u formuliranju monetarne politike. U razdoblju od 1993. do 2000. potpredsjednik je Vlade za ekonomska pitanja, a od 1997. do 2000. objedinjuje i dužnost ministra financija Republike Hrvatske. Za sedmogodišnjeg mandata, Škegro priprema devet usvojenih državnih proračuna i vodi ekonomski dio Vlade. Najpoznatiji je kao autor Stabilizacijskog programa iz 1993. godine. Za njegova mandata uveden je i porez na dodanu vrijednost (PDV). Nadalje, Škegro koordinira glavne zakonodavne reforme koje uključuju Zakon o trgovačkim društvima, porezne zakone, Zakon o bankama, mirovinsku reformu koja se zasniva na tri stupa i Zakon o investicijskim fondovima. Vodio je pregovore s međunarodnim financijskim institucijama, bankama kreditorima, Pariškim i Londonskim klubom i bio glavni pregovarač u svim najvećim privatizacijama. Od 2001. godine do početka rada društva Quaestus Private Equity, Škegro radi kao izvršni direktor u najvećoj hrvatskoj tvornici tekstila i odjeće "Varteks". 2003. godine Škegro s partnerima osniva Quaestus Private Equity gdje radi na položaju direktora. 2007. godine s partnerima osniva Quaestus Savjetovanje i Quaestus Invest, gdje zauzima položaj direktora.
Od stranih jezika poznaje engleski i njemački.
Uvršten je među sto najutjecajnijih ljudi u Hrvatskoj.